# Зоуле
Зоуле (фр. Zooulè) — деревня в Чаде, расположенная на территории региона Канем. Входит в состав департамента Канем.

## География
Деревня находится в западной части Чада, к северо-востоку от озера Чад, на высоте 308 метров над уровнем моря.
Зоуле расположен на расстоянии приблизительно 197 километров к северо-северо-востоку (NNE) от столицы страны Нджамены. Ближайшие населённые пункты: Бир-Базар, Ндиукоа, Диаталари, Грауду, Лури, Шилонгоро, Мели.
Климат деревни характеризуется как аридный жаркий (BWh в классификации климатов Кёппена).

## Транспорт
Ближайший аэропорт расположен в городе Мао.